# Andrés Palma Gordillo
Andrés Palma Gordillo (Santa Rosa, 23 de mayo de 1959) es un profesor y político peruano. Fue alcalde del distrito de Santa Rosa entre 2007 y 2010 y Consejero Regional de Lambayeque entre 2011 y 2014
Nació en Santa Rosa, provincia de Chiclayo, Perú, el 23 de mayo de 1959, hijo de Severino Palma Chavesta y Manuel Gordillo Llontop. Cursó sus estudios primarios en su localidad natal y los secundarios en la Gran Unidad Escolar San José de la ciudad de Chiclayo. Entre 1979 y 1983 cursó estudios técnicos de pedagogía.
Miembro del Partido Aprista Peruano, Su primera participación política fue en las elecciones municipales de 1998 cuando fue candidato a la alcaldía del distrito de Santa Rosa sin éxito al igual que en las elecciones municipales del 2002 en las que fue candidato aprista. Sería elegido para ese cargo en las elecciones municipales del 2006 con el 47.172% de los votos. Participaría en las elecciones regionales del 2010 como candidato aprista al consejo regional de Lambayeque por la provincia de Chiclayo obteniendo la representación. En las elecciones regionales del 2014 fue el candidato aprista a la vicepresidencia regional tras el candidato Manuel Valverde Ancajima sin obtener la representación.